# 김세현 (프로게이머)
김세현(1986년 1월 19일 ~ )은 대한민국의 전직 스타크래프트 프로게이머이다. Ever)Z(aQua라는 아이디를 사용하며, 종족은 저그이다.
2005년 상반기 드래프트에서 KTF 매직엔스의 1차 지명으로 입단하였다.
2008년 1월, 은퇴하였다.

## 수상 경력
- 2005년 1월 제9회 커리지매치 입상
- 2006년 12월 곰TV MSL 시즌1 16강